# Kymopolea
Kymopolea of Kymopoleia (Grieks: Κυμοπολεια) was een zeenimf en godin van de golven uit de Griekse mythologie. Ze was de dochter van de zeegod Poseidon en de zeekoningin Amphitrite, een van de Nereïden.
Kymopolea was gehuwd met de Hekatoncheir Briareos, die ook wel Aigaion genoemd werd naar de Egeïsche Zee. Deze honderdarmige zoon van Gaea en Ouranos kon stormen veroorzaken. Hun beider dochter was Oiolyka, een godin van vloedgolven.